# اسید اله‌نوئیک
اسید اله‌نوئیک (به انگلیسی: Elenolic acid) یک ترکیب شیمیایی با شناسه پاب‌کم ۱۶۹۶۰۷ است. 